# Alicia Perrin
Alicia Perrin (ur. 1 czerwca 1992 w Creston) – kanadyjska siatkarka, grająca na pozycji środkowej. Od sezonu 2017/2018 występuje w peruwiańskiej drużynie Universidad San Martín.
Jej starszy brat John, również jest siatkarzem. 

## Sukcesy klubowe
Mistrzostwo Grecji:
- 2017

Mistrzostwo Peru:
- 2018, 2019[2]

## Sukcesy reprezentacyjne
Puchar Panamerykański:
- 2018

Mistrzostwa Ameryki Północnej, Środkowej i Karaibów:
- 2019